# 貫星棋
貫星棋（Star），是美國數學家Craige Eugene Schensted在1983年推出的兩人棋類遊戲，其衍生為天痕棋。

## 棋具
- 六角格組成的五邊形棋盤。

- 兩色棋子以區分敵我。

## 規則
- 每方可輪流放一子於空位或虛手。
- 後手方第一著可改交換控制權。
- 棋盤滿子或兩方連續虛手，遊戲結束，計算每塊棋塊分數，總分多者勝。
  - 每塊棋塊的分數等於該棋外連結的棋邊減二，有負數分數[1]。

## 外部連結
- 遊戲介紹